# GSC1875-1083
GSC1875-1083 — хімічно пекулярна зоря спектрального класу B8, що має видиму зоряну величину в смузі V приблизно 11,4.

## Пекулярний хімічний вміст
Зоряна атмосфера GSC1875-1083 має підвищений вміст 
Si
.